# Fabinho (Fußballspieler, 1986)
Fabinho, bürgerlich Fábio Gonçalves (* 19. November 1986 in Cruzeiro), ist ein brasilianischer Fußballspieler. Der Rechtfüßer wird im zentralen Mittelfeld oder als rechter Abwehrspieler eingesetzt.

## Karriere
Fabinho begann seine Laufbahn 2006 beim unterklassigen Camboriú FC. Nach verschiedenen Zwischenstationen kam der Spieler zum Alecrim FC nach Natal. Mit diesem bestritt er seine ersten Spiele im auf nationalem Niveau der Série D. Sein erstes Spiel absolvierte er hier am 17. Juli 2011 gegen den Santa Cruz FC. Mit seinem Wechsel zum Stadtrivalen América FC schaffte er noch im selben Jahr seinen persönlichen Aufstieg in die Série C. Am Ende der Saison stieg Fabinho mit América als Tabellenviertem in die Série B auf. Das erste Spiel mit América 2012 war sein erstes in der Copa do Brasil. Am 8. März spielte er gegen den Horizonte FC. Man unterlag 0:2 und Fabinho erhielt in der 90. Minute noch eine rote Karte. Am 19. Mai 2012 spielte sein Klub in der Série B gegen den Goiás EC und gewann 5:2 – für ihn sein erstes Spiel in der zweithöchsten brasilianischen Spielklasse. Zur Saison 2015 verließ Fabinho den Klub und schloss sich dem Figueirense FC an.
Bei Figueirense spielte er fortan in der Série A. Sein erster Auftritt in dem Wettbewerb fand am 17. Mai 2015 statt. Fabinho trat mit seinem Klub gegen Vasco da Gama an. Das Spiel endete 0:0. Am 5. Juli beim 2:1-Sieg über Flamengo erzielte er sein erstes Tor in der obersten Spielklasse. In der 90. Minute steuerte er den Treffer zum 2:1-Endstand bei. Am Saisonende 2015 wechselte der Spieler zum SC Internacional. Im folgenden Jahr musste sein Klub das erste Mal in der Meisterschaftshistorie seit 1971 absteigen. Bei den Spielen um den sofortigen Wiederaufstieg wurde Fabinho elf Mal eingesetzt und erzielte dabei ein Tor. Ende Mai 2018 wurde Gonçalves an den Ceará SC abgeben. Mit dem Klub konnte er im August 2020 die Copa do Nordeste gewinnen. Bis Jahresende 2021 blieb er bei dem Klub.
Anfang Januar 2022 gab der Série A–Aufsteiger Botafogo FR die Verpflichtung des Spielers bekannt. Der Kontrakt erhielt eine Laufzeit bis Jahresende. Mit dem Klub trat er zunächst in der Staatsmeisterschaft von Rio de Janeiro an. Nach deren Abschluss wurde er für die Spiele um die nationale Meisterschaft in die Série B an Sport Recife ausgeliehen. In der Série B 2022 belegte der Klub am Saisonende den siebten Platz. Er stand in der Meisterschaft in 29 von 38 möglichen Partien in der Startelf. Zur Saison 2023 wurde Fabinho fest von Sport mit einem Vertrag bis Dezember ausgestattet. Zwischenzeitlich erhielt er weitere Vertragsverlängerungen. In der Série B 2024 belegte Sport den dritten Platz und damit den Aufstieg in die Série A 2025.

## Erfolge
América
- Staatsmeisterschaft von Rio Grande do Norte: 2012, 2014

Figueirense
- Staatsmeisterschaft von Santa Catarina: 2015

Internacional
- Staatsmeisterschaft von Rio Grande do Sul: 2016
- Recopa Gaúcha: 2016

Ceará
- Copa do Nordeste: 2020

Sport Recife
- Staatsmeisterschaft von Pernambuco: 2023, 2024